# Веялочная
Веялочная (баш. Елгәргестәр) — деревня в Дюртюлинском районе  Башкортостана. Входит в состав Ангасяковского сельсовета. Находится на берегу реки Белой.
С 2005 современный статус, с 2007 — современное название.

## История
Статус деревня, сельского населённого пункта, посёлок получил согласно Закону Республики Башкортостан от 20 июля 2005 года N 211-з «О внесении изменений в административно-территориальное устройство Республики Башкортостан в связи с образованием, объединением, упразднением и изменением статуса населенных пунктов, переносом административных центров», ст.1:

6. Изменить статус следующих населенных пунктов, установив тип поселения - деревня:
 
25)  в Дюртюлинском районе:…

а) поселка Веялочного завода Ангасяковского сельсовета
До 10 сентября 2007 года называлась деревней Веялочного завода.

## Население
| 2002 | 2009 | 2010 |
| ---- | ---- | ---- |
| 195  | ↘189 | →189 |

Национальный состав
Согласно переписи 2002 года, преобладающие национальности — русские (31 %) и башкиры (42 %)

## Географическое положение
Находится в пределах Прибельской увалисто-волнистой равнины, в зоне южной лесостепи, у реки Белая.
Расстояние до:
- районного центра (Дюртюли): 15 км,
- центра сельсовета (Ангасяк): 6 км,
- ближайшей ж/д станции (Янаул): 124 км.